# Liste des lanceurs des Ligues majeures avec 18 retraits sur des prises en un match
Au baseball, un retrait sur des prises est réalisé lorsqu'un lanceur réussit trois prises aux dépens d'un frappeur de l'équipe adverse au cours d'un passage au bâton. Un match de baseball professionnel est normalement joué en 9 manches au cours desquelles chaque équipe doit réussir 3 retraits, sur des prises ou non. Un maximum de 27 retraits est donc possible dans un match de 9 manches.
Dans la Ligue majeure de baseball, le record pour le plus grand nombre de retraits sur des prises en un match de 9 manches est de 20. L'exploit a été réalisé par Roger Clemens en 1986 et 1996, puis par Kerry Wood en 1998, Randy Johnson en 2001 et Max Scherzer en 2016. Le record absolu de retraits sur des prises en un match est de 21 par Tom Cheney en 1962, mais ce total est rarement mentionné car Cheney lança un total de 16 manches en une partie, donc environ le double du nombre habituel.
En date du 13 mai 2015, il y a eu 34 matchs d'au moins 18 retraits sur des prises dans l'histoire de la Ligue majeure de baseball. De ces 34 parties, huit furent jouées en manches supplémentaires, où le lanceur lança plus de 9 manches pour atteindre ou dépasser le total de 18. Vingt-quatre lanceurs différents ont lancé ces 34 parties. Le premier à avoir atteint les 18 retraits fut Charlie Sweeney avec 19 en 1884, le premier de l'ère moderne du baseball fut Bob Feller avec 18 en 1938, et le plus récent est Corey Kluber avec 18 le 13 mai 2015, tous trois dans des matchs joués sur 9 manches. 

## Ère de la balle morte
Les 19 retraits sur des prises réussis par Charlie Sweeney pour les Grays de Providence aux dépens des Beaneaters de Boston le 7 juin 1884 est la plus ancienne occurrence de cette performance. Un cas similaire est celui de Hugh Daily, qui aurait réussi 19 retraits sur des prises (un total de 20, qui n'est pas confirmé, est une possibilité) pour les Browns de Chicago contre les Reds de Boston le 7 juillet 1884. Ces deux performances, précédant l'ère dite « moderne » du baseball, sont souvent ignorées car les données pour les matchs joués au XIXe siècle ne sont pas toujours exactes, et parce qu'elles datent de l'ère de la balle morte, notoire pour la dominance extrême des lanceurs sur les frappeurs. C'est en 1884 qu'il fut permis aux lanceurs de lancer la balle en élevant le bras plus haut que les épaules, une technique à laquelle les frappeurs adverses étaient alors peu habitués. On compte au total 4 performances d'au moins 18 retraits sur des prises en 9 manches durant la saison 1884.

## 18 retraits ou plus en 9 manches lancées ou moins

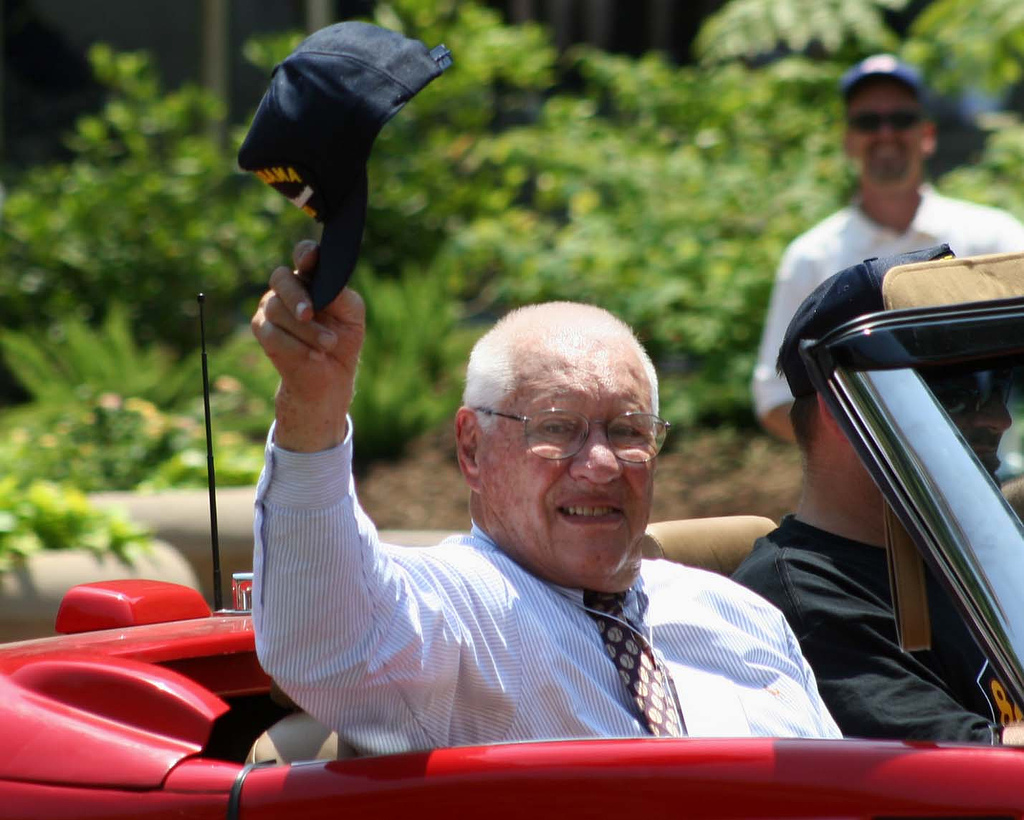
En 1938, Bob Feller est le premier lanceur de l'ère moderne du baseball à réussir 18 retraits sur des prises en un match.

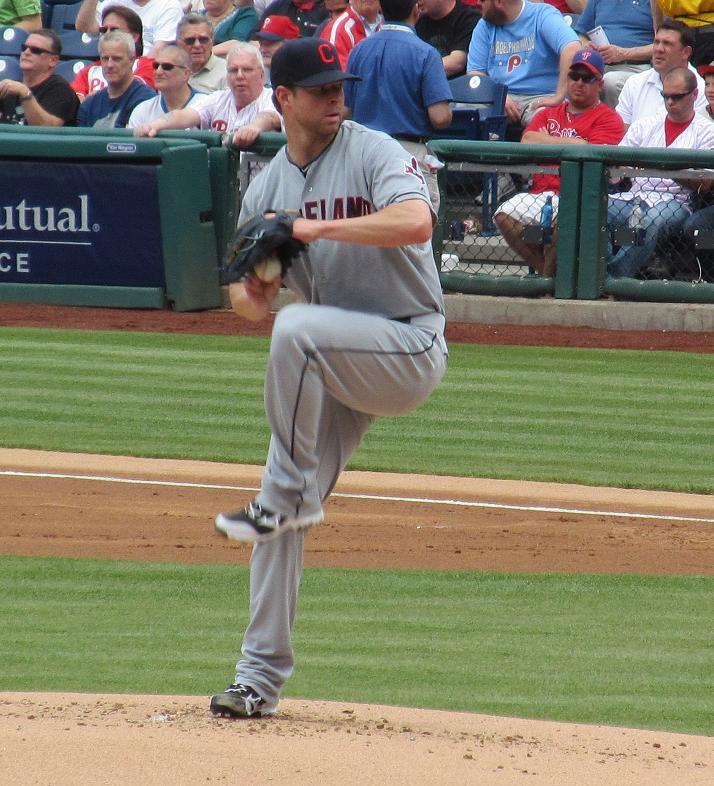
Corey Kluber réussit 18 retraits sur des prises en 8 manches lors d'un match en 2015.

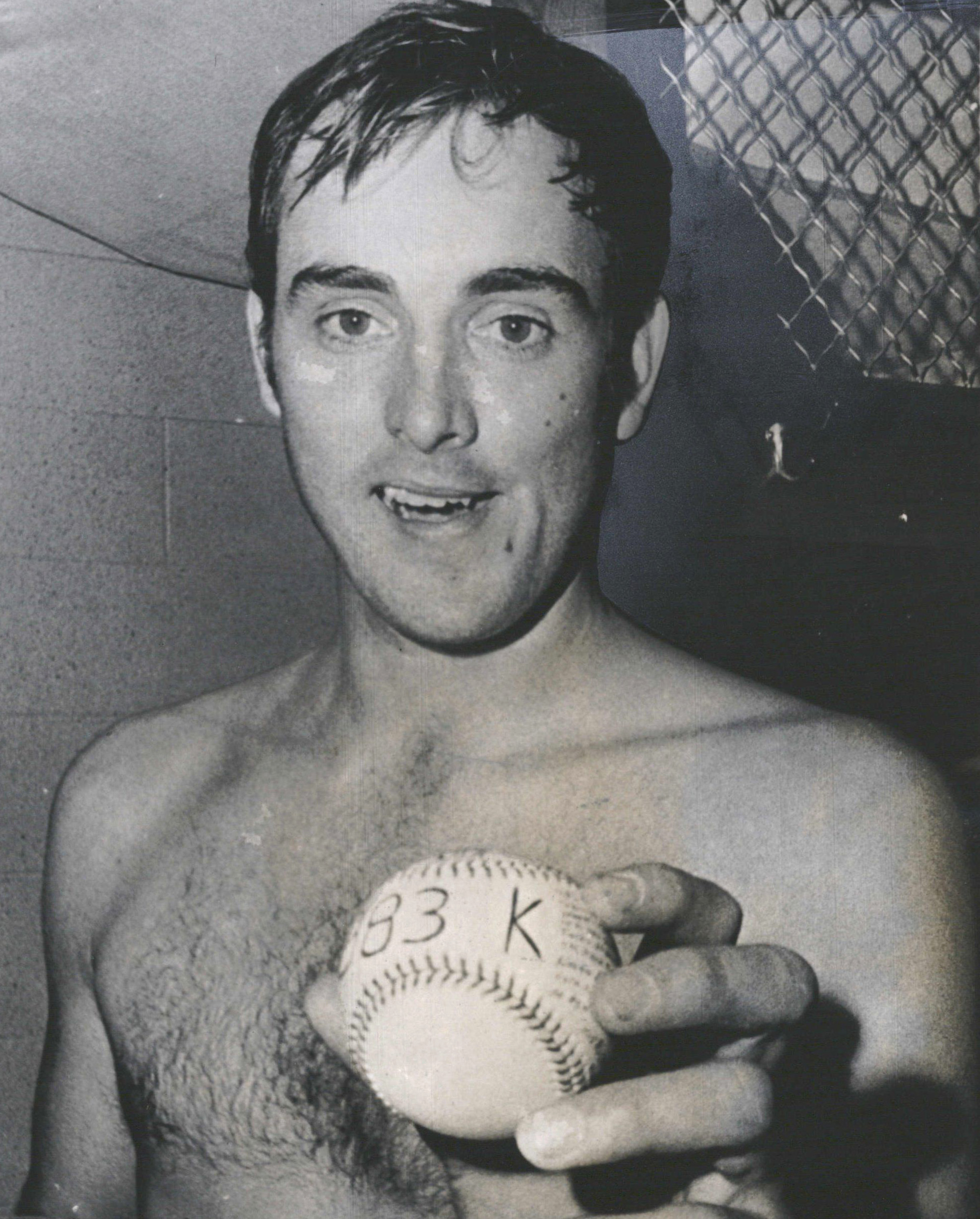
Nolan Ryan a réussi 5 matchs de 18 retraits sur des prises, dont 3 en manches supplémentaires.

| Lanceur         | Date            | Équipe                    | Adversaire               | Ret. | Manches lancées |
| --------------- | --------------- | ------------------------- | ------------------------ | ---- | --------------- |
| Max Scherzer    | 11 mai 2016     | Nationals de Washington   | Tigers de Détroit        | 20   | 9               |
| Randy Johnson   | 8 mai 2001      | Diamondbacks de l'Arizona | Reds de Cincinnati       | 20   | 9               |
| Kerry Wood      | 6 mai 1998      | Cubs de Chicago           | Astros de Houston        | 20   | 9               |
| Roger Clemens   | 18 sept. 1996   | Red Sox de Boston         | Tigers de Détroit        | 20   | 9               |
| Roger Clemens   | 29 avril 1986   | Red Sox de Boston         | Mariners de Seattle      | 20   | 9               |
| Randy Johnson   | 8 août 1997     | Mariners de Seattle       | White Sox de Chicago     | 19   | 9               |
| Randy Johnson   | 24 juin 1997    | Mariners de Seattle       | Athletics d'Oakland      | 19   | 9               |
| David Cone      | 6 oct. 1991     | Mets de New York          | Phillies de Philadelphie | 19   | 9               |
| Nolan Ryan      | 12 août 1974    | Angels de la Californie   | Red Sox de Boston        | 19   | 9               |
| Hugh Daily      | 7 juillet 1884  | Browns de Chicago         | Reds de Boston           | 19   | 9               |
| Charlie Sweeney | 7 juin 1884     | Grays de Providence       | Beaneaters de Boston     | 19   | 9               |
| Tom Seaver      | 22 avril 1970   | Mets de New York          | Padres de San Diego      | 19   | 9               |
| Steve Carlton   | 15 sept. 1969   | Cardinals de Saint-Louis  | Mets de New York         | 19   | 9               |
| Corey Kluber    | 13 mai 2015     | Indians de Cleveland      | Cardinals de Saint-Louis | 18   | 8               |
| Ben Sheets      | 16 mai 2004     | Brewers de Milwaukee      | Braves d'Atlanta         | 18   | 9               |
| Roger Clemens   | 25 août 1998    | Blue Jays de Toronto      | Royals de Kansas City    | 18   | 9               |
| Randy Johnson   | 27 sept. 1992   | Mariners de Seattle       | Rangers du Texas         | 18   | 8               |
| Ramón Martínez  | 4 juin 1990     | Dodgers de Los Angeles    | Braves d'Atlanta         | 18   | 9               |
| Bill Gullickson | 10 sept. 1980   | Expos de Montréal         | Cubs de Chicago          | 18   | 9               |
| Ron Guidry      | 17 juin 1978    | Yankees de New York       | Angels de la Californie  | 18   | 9               |
| Nolan Ryan      | 10 sept. 1976   | Angels de la Californie   | White Sox de Chicago     | 18   | 9               |
| Don Wilson      | 14 juillet 1968 | Astros de Houston         | Reds de Cincinnati       | 18   | 9               |
| Sandy Koufax    | 24 avril 1962   | Dodgers de Los Angeles    | Cubs de Chicago          | 18   | 9               |
| Sandy Koufax    | 31 août 1959    | Dodgers de Los Angeles    | Giants de San Francisco  | 18   | 9               |
| Bob Feller      | 2 oct. 1938     | Indians de Cleveland      | Tigers de Détroit        | 18   | 9               |
| Henry Porter    | 3 oct. 1884     | Brewers de Milwaukee      | Reds de Boston           | 18   | 9               |
| Dupee Shaw      | 19 juillet 1884 | Reds de Boston            | Maroons de Saint-Louis   | 18   | 9               |

## 18 retraits ou plus en manches supplémentaires
| Lanceur      | Date           | Équipe                   | Adversaire           | Ret. | Manches lancées |
| ------------ | -------------- | ------------------------ | -------------------- | ---- | --------------- |
| Tom Cheney   | 12 sept. 1962  | Senators de Washington   | Orioles de Baltimore | 21   | 16              |
| Luis Tiant   | 3 juillet 1968 | Indians de Cleveland     | Twins du Minnesota   | 19   | 10              |
| Nolan Ryan   | 8 juin 1977    | Angels de la Californie  | Blue Jays de Toronto | 19   | 10              |
| Nolan Ryan   | 20 août 1974   | Angels de la Californie  | Tigers de Détroit    | 19   | 11              |
| Nolan Ryan   | 14 juin 1974   | Angels de la Californie  | Red Sox de Boston    | 19   | 13              |
| Jim Maloney  | 14 juin 1965   | Reds de Cincinnati       | Mets de New York     | 18   | 11              |
| Warren Spahn | 14 juin 1952   | Braves de Boston         | Cubs de Chicago      | 18   | 15              |
| Chris Short  | 2 oct. 1965    | Phillies de Philadelphie | Mets de New York     | 18   | 15              |